# Herrnschwende
Herrnschwende is een gemeente in de Duitse deelstaat Thüringen, en maakt deel uit van de Landkreis Sömmerda.
Herrnschwende telt  inwoners.

## Geschiedenis
De gemeente maakte deel uit van de Verwaltungsgemeinschaft Kindelbrück tot op 1 januari 2019 Herrnschwende opging in de gemeente Weißensee